# Sporisorium
Sporisorium — рід грибів родини Ustilaginaceae. Назва вперше опублікована 1825 року.